# كينكي فوكوكا
كينكي فوكوكا (مواليد 7 سبتمبر 1992) هو لاعب اتحاد رغبي ياباني.

## وصلات خارجية
- كينكي فوكوكا على موقع سلسلة سباعيات الرغبي العالمية - رجال (الإنجليزية)
- كينكي فوكوكا عل موقع إسبنسكروم (الإنجليزية)
- كينكي فوكوكا على موقع ItsRugby.co.uk (الإنجليزية)
- كينكي فوكوكا على موقع اللجنة الأولمبية الدولية (الإنجليزية)
- كينكي فوكوكا على موقع أوليمبيديا (الإنجليزية)